# Cremys cleroides
Cremys cleroides är en skalbaggsart som först beskrevs av Mckeown 1938.  Cremys cleroides ingår i släktet Cremys och familjen långhorningar. Inga underarter finns listade i Catalogue of Life.